# NGC 891

NGC 891

إن جي سي 891 مجرة حلزونية غير منتظمة تقع في اتجاه كوكبة المرأة المسلسلة على بعد 30 مليون سنة ضوئية من درب التبانة، وقد اكتشفت من قبل ويليام هيرشيل في 6 أكتوبر 1784. والمجرة هي عضو في مجموعة إن جي سي 1023 من المجرية في العنقود الفائق المحلي. وتحتوي على نواة من H II.

## صور أحدث

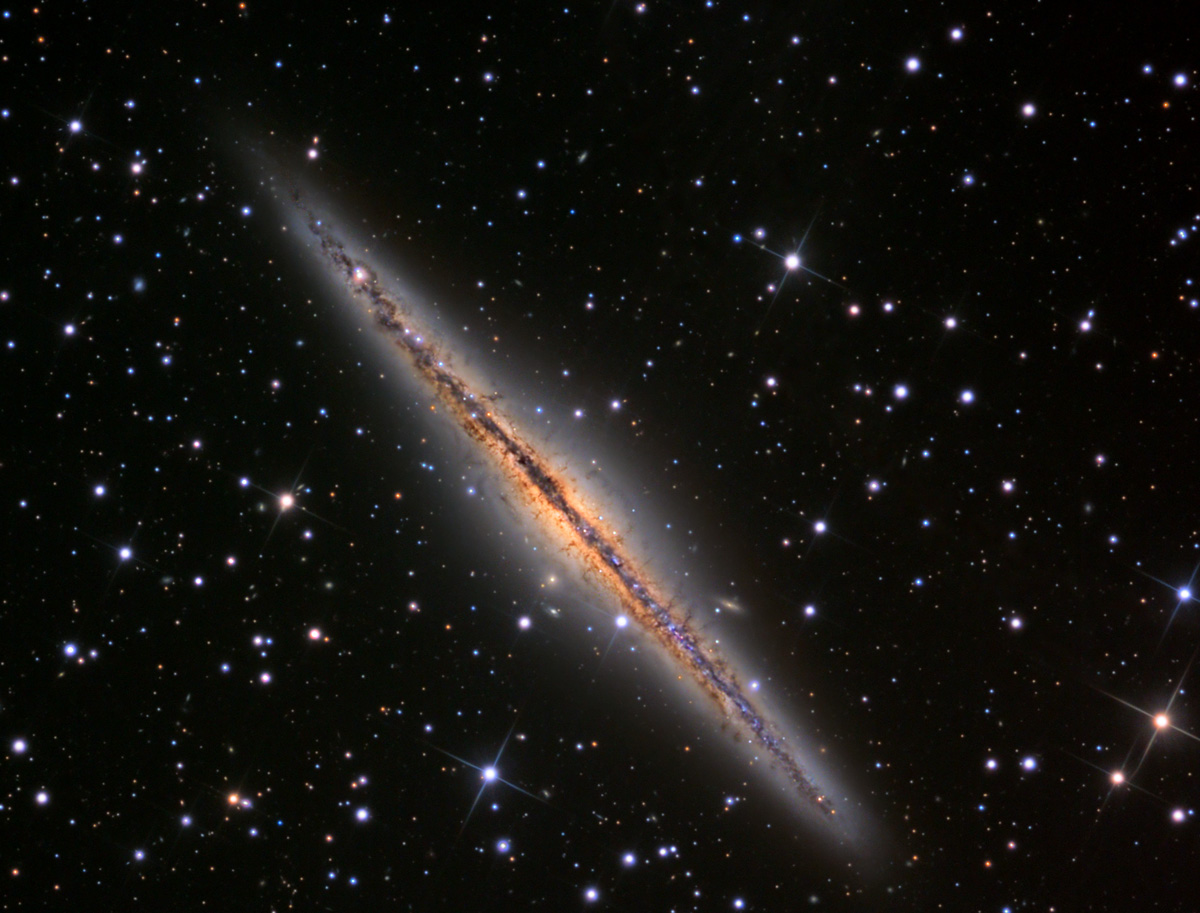
صورة إن جي سي 891 بواسطة تلسكوب 60 عدسته قطر سنتيمتر.

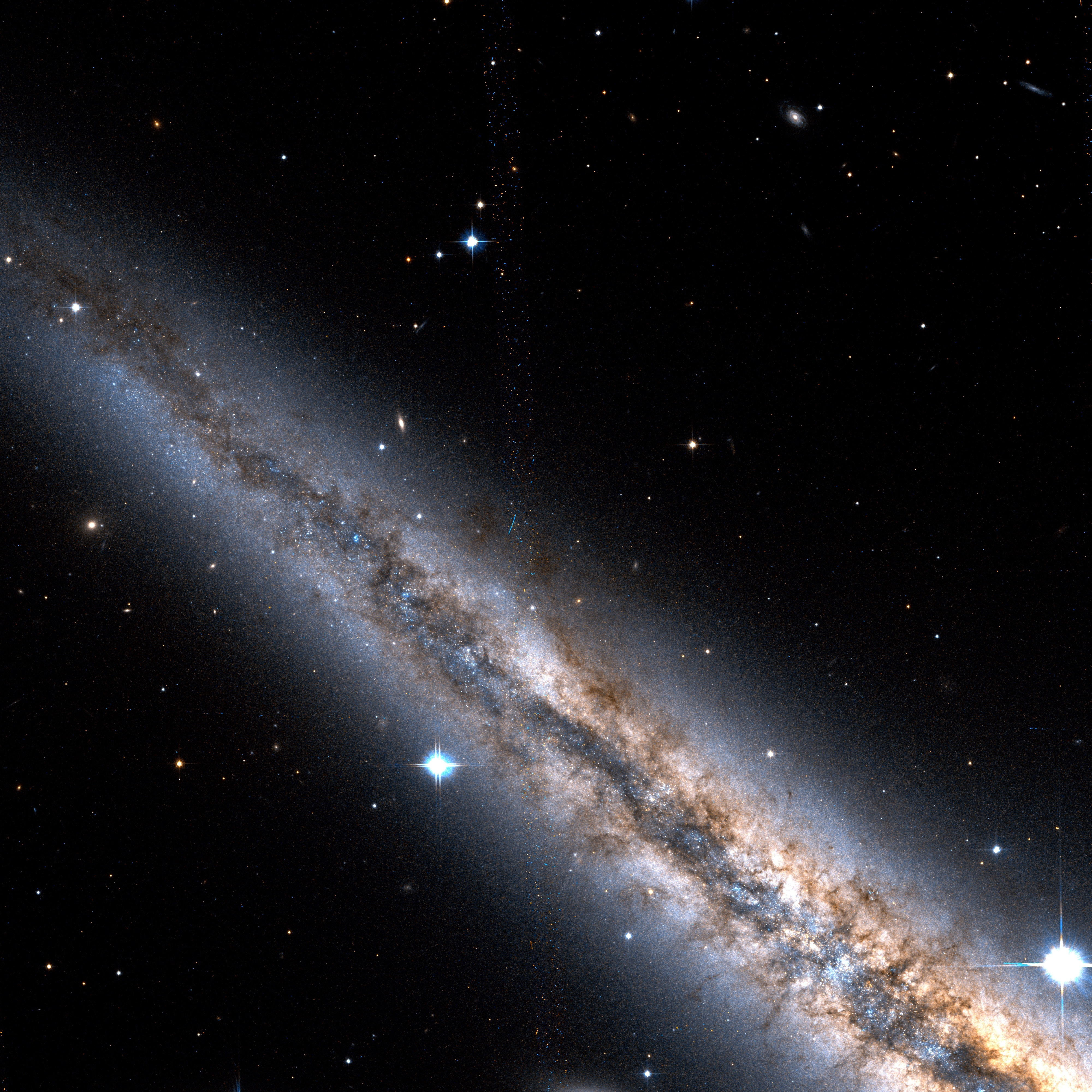
الجزء الشمالي
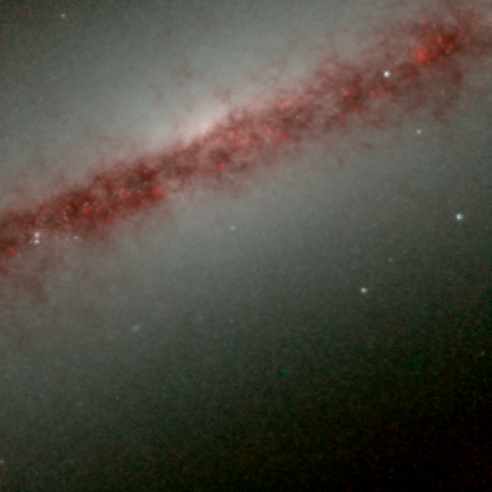
تفاصيل المركز

## وصلات خارجية
- إن جي سي 891 على موقع ويكي سكاي: DSS2, SDSS, GALEX, IRAS, Hydrogen α, X-Ray, Astrophoto, Sky Map, Articles and images
- APOD: Interstellar Dust-Bunnies of NGC 891 (9/9/1999)
- SEDS: Information on NGC 891
- NGC 891 on Astrophotography by Wolfgang Kloehr